# Kaspar Birkhäuser
Kaspar Birkhäuser (* 1946) ist ein Schweizer Historiker und Politiker (Grüne).

## Leben
Kaspar Birkhäuser wurde geboren als Sohn des Künstlers Peter Birkhäuser. Er studierte Geschichte und schloss 1975 an der Universität Basel mit dem Lizentiat ab. 1982 wurde er ebendort mit einer Arbeit über den Baselbieter Politiker Stephan Gutzwiller promoviert. Birkhäuser arbeitete als Lehrer.
Er bearbeitete das Personenlexikon des Kantons Basel-Landschaft (1997), das online frei verfügbar ist und weitergeführt wird, und verfasste zahlreiche Artikel für das Historische Lexikon der Schweiz. Daneben war er Koautor zweier Bücher zu seinem Vater und zweier Festschriften.
Birkhäuser gehörte vom 1. Juli 2003 bis zum 31. Dezember 2009 dem Landrat des Kantons Basel-Landschaft an und nahm Einsitz in die Justiz- und Polizeikommission.

## Schriften
- Die eidgenössischen Wahlen von 1939. Ein Wendepunkt im Verhältnis der Basler Parteien zueinander (verdeutlicht durch eine eingehende Schilderung). 1975 (unpublizierte Lizentiatsarbeit, Universität Basel, 1975).
- (Text und Kommentar von Eva Wertenschlag, Kaspar Birkhäuser, Marie-Louise von Franz) Licht aus dem Dunkel. Die Malerei von Peter Birkhäuser = Light from the darkness. The paintings of Peter Birkhäuser. Birkhäuser, Basel 1980; 2., unveränderte Auflage 1991, ISBN 3-7643-1190-8.
- mit Annelies Ruoss: 50 Jahre Le Bon Film, 1931–1981. Le Bon Film, Basel 1981.
- Der Baselbieter Politiker Stephan Gutzwiller (1802–1875) (= Quellen und Forschungen zur Geschichte und Landeskunde des Kantons Baselland. Bd. 21). Kanton Basel-Landschaft, Liestal 1983, ISBN 3-85673-202-0 (Dissertation, Universität Basel, 1982).
- mit Lukas Hauber, Anton Jedelhauser: 150 Jahre Saline Schweizerhalle, 1837 bis 1987 (= Quellen und Forschungen zur Geschichte und Landeskunde des Kantons Baselland. Bd. 28). Kanton Basel-Landschaft, Liestal 1987.
- (Bearbeiter) Personenlexikon des Kantons Basel-Landschaft (= Quellen und Forschungen zur Geschichte und Landeskunde des Kantons Baselland. Bd. 63). Kanton Basel-Landschaft, Liestal 1997, ISBN 3-85673-251-9.
- mit Eva Wertenschlag-Birkhäuser: Der rote Faden – Malerei und Grafik von Peter Birkhäuser. Daimon, Einsiedeln 2013.